# Saint-Planchers
Cet article possède un paronyme, voir Saint-Prancher.
Saint-Planchers est une commune française, située dans le département de la Manche en région Normandie, peuplée de 1 451 habitants.
Elle fait partie des villages labellisés Village patrimoine, qui œuvrent à mettre en avant leurs patrimoines matériels et/ou immatériels (historique, culturel, naturel, architectural, etc.). 

## Géographie
La commune est au nord-ouest de l'Avranchin. Son bourg est à 6,5 km à l'est de Granville, à 10 km au nord-ouest de Sartilly, à 10 km au sud de Bréhal et à 12 km à l'ouest de La Haye-Pesnel.
Une ligne correspondant approximativement à la D 924 partage les eaux de deux fleuves côtiers. La majeure partie, au sud, est dans le bassin de la Saigue qui borde la commune sous le nom de ruisseau de l'Oiselière. Son principal affluent, un cours ruisseau, partage le territoire en deux. Au nord, les eaux sont versées dans le Boscq qui fait également fonction de limite.
Le point culminant (98 m) se situe à l'est, en limite de Saint-Jean-des-Champs. Le point le plus bas (17 m) correspond à la sortie du ruisseau de l'Oiselière du territoire, à l'ouest. La commune est bocagère.
| Anctoville-sur-Boscq, Yquelon (sur quelques dizaines de mètres) | Coudeville-sur-Mer     | Saint-Jean-des-Champs  |
| Granville                                                       | Saint-Planchers        | Saint-Jean-des-Champs  |
| Saint-Pair-sur-Mer                                              | Saint-Aubin-des-Préaux | Saint-Aubin-des-Préaux |

### Hydrographie
La commune est située dans le bassin Seine-Normandie. Elle est drainée par le ruisseau du Boscq, la Saigne, un bras du Bidel, le cours d'eau 01 de la commune de Saint-Planchers, le cours d'eau 01 de la Halotière, le cours d'eau 01 du Roudoir, le cours d'eau 03 de la commune de Saint-Planchers, le cours d'eau 10 de la Durandière, le fossé 02 de la commune de Saint-Planchers et le ruisseau du Moulin de Ouénard,,.
Le ruisseau du Boscq, d'une longueur de 18 km, prend sa source dans la commune de La Meurdraquière et se jette  dans le golfe de Saint-Malo à Granville, après avoir traversé douze communes. 

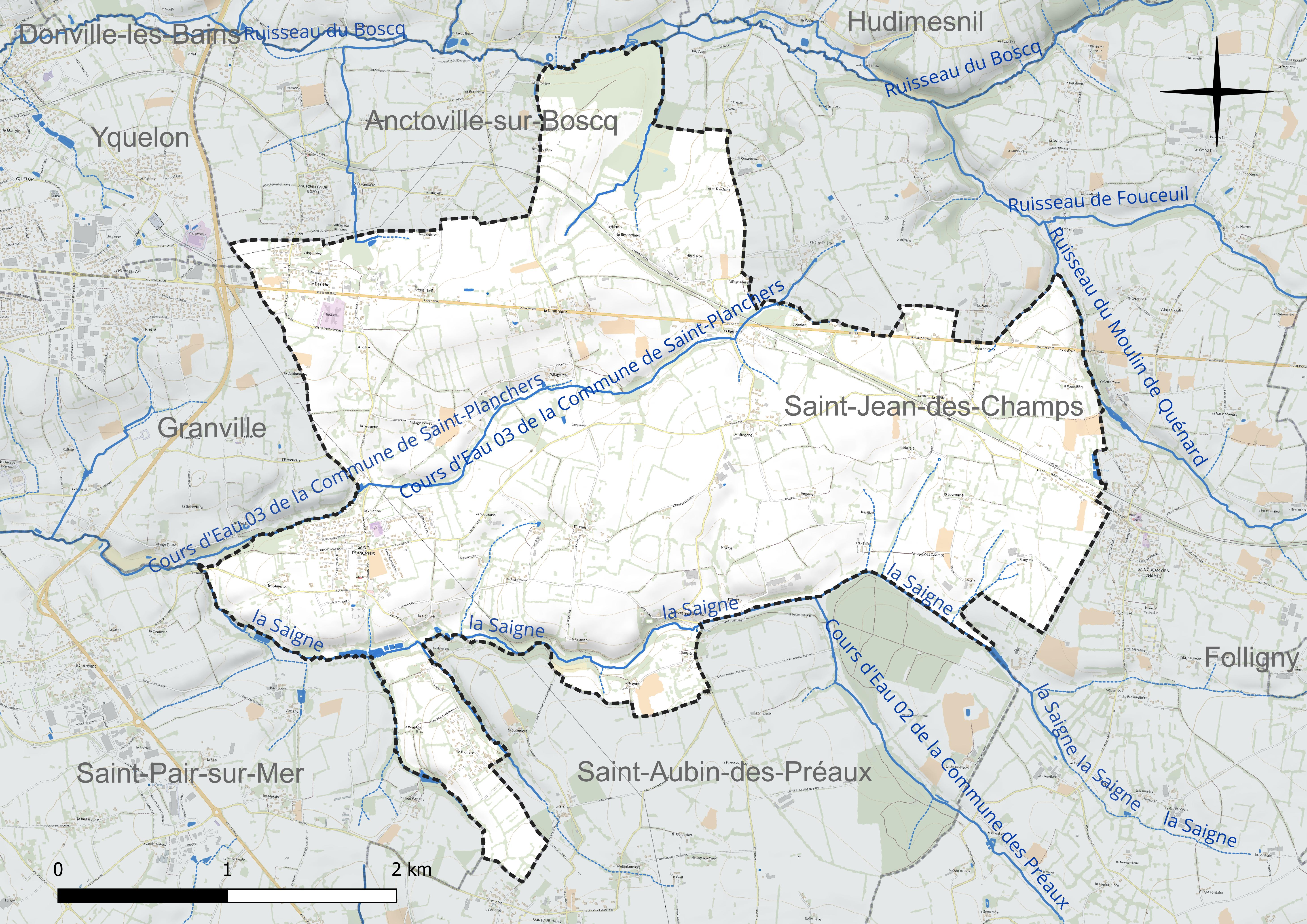
Réseau hydrographique de Saint-Planchers.

La Saigne, d'une longueur de 11 km, prend sa source dans la commune de Saint-Jean-des-Champs et se jette  dans le golfe de Saint-Malo en limite de Saint-Pair-sur-Mer et de Granville, après avoir traversé cinq communes. 

### Climat
Pour des articles plus généraux, voir Climat de la Normandie et Climat de la Manche.
En 2010, le climat de la commune est de type climat océanique franc, selon une étude du CNRS s'appuyant sur une série de données couvrant la période 1971-2000. En 2020, Météo-France publie une typologie des climats de la France métropolitaine dans laquelle la commune est exposée à un climat océanique et est dans une zone de transition entre les régions climatiques « Normandie (Cotentin, Orne) » et « Bretagne orientale et méridionale, Pays nantais, Vendée ». Parallèlement le GIEC normand, un groupe régional d’experts sur le climat, différencie quant à lui, dans une étude de 2020, trois grands types de climats pour la région Normandie, nuancés à une échelle plus fine par les facteurs géographiques locaux. La commune est, selon ce zonage, exposée à un « climat maritime », correspondant au Cotentin et à l'ouest du département de la Manche, frais, humide et pluvieux, où les contrastes pluviométrique et thermique sont parfois très prononcés en quelques kilomètres quand le relief est marqué.
Pour la période 1971-2000, la température annuelle moyenne est de 11 °C, avec une amplitude thermique annuelle de 11,8 °C. Le cumul annuel moyen de précipitations est de 867 mm, avec 13,5 jours de précipitations en janvier et 8,1 jours en juillet. Pour la période 1991-2020, la température moyenne annuelle observée sur la station météorologique la plus proche, située sur la commune de Longueville à 4 km à vol d'oiseau, est de 11,9 °C et le cumul annuel moyen de précipitations est de 802,4 mm,. Pour l'avenir, les paramètres climatiques de la commune estimés pour 2050 selon différents scénarios d’émission de gaz à effet de serre sont consultables sur un site dédié publié par Météo-France en novembre 2022.

## Urbanisme

### Typologie
Au 1er janvier 2024, Saint-Planchers est catégorisée commune rurale à habitat dispersé, selon la nouvelle grille communale de densité à sept niveaux définie par l'Insee en 2022.
Elle est située hors unité urbaine. Par ailleurs la commune fait partie de l'aire d'attraction de Granville, dont elle est une commune de la couronne,. Cette aire, qui regroupe 34 communes, est catégorisée dans les aires de moins de 50 000 habitants,.

### Occupation des sols
L'occupation des sols de la commune, telle qu'elle ressort de la base de données européenne d’occupation biophysique des sols Corine Land Cover (CLC), est marquée par l'importance des territoires agricoles (92,4 % en 2018), en diminution par rapport à 1990 (98,3 %). La répartition détaillée en 2018 est la suivante : prairies (52 %), terres arables (20,9 %), zones agricoles hétérogènes (19,5 %), zones urbanisées (4,8 %), forêts (2,7 %). L'évolution de l’occupation des sols de la commune et de ses infrastructures peut être observée sur les différentes représentations cartographiques du territoire : la carte de Cassini (XVIIIe siècle), la carte d'état-major (1820-1866) et les cartes ou photos aériennes de l'IGN pour la période actuelle (1950 à aujourd'hui).

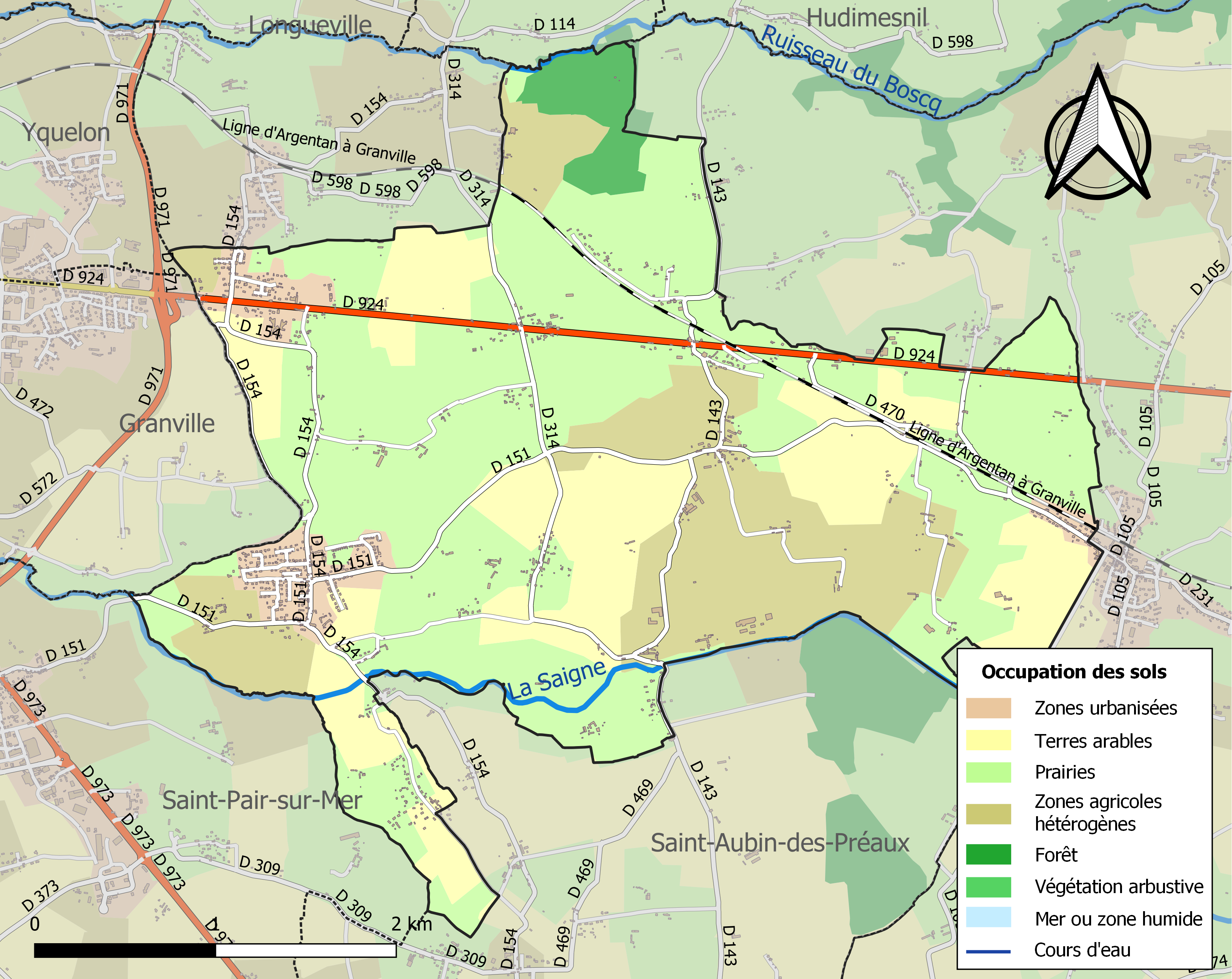
Carte des infrastructures et de l'occupation des sols de la commune en 2018 (CLC).

## Toponymie
Le toponyme est attesté sous les formes parrochia S. Pancratii en 1155 et eccl. Sancti Plancherii en 1332, Sancto Plancasio sans date.
La paroisse est dédiée à Pancrace de Rome, martyr d'origine phrygienne au début du IVe siècle, appelé aussi Prancher, déformé ici en Planchers. On observe une évolution semblable dans le nom des communes de Saint-Prancher dans les Vosges et de Saint-Plancard en Haute-Garonne dont les églises paroissiales sont également dédiées à saint Pancrace.
Le gentilé est Pancracien.

## Politique et administration
| Période                                  | Période  | Identité     | Étiquette | Qualité                                  |
| ---------------------------------------- | -------- | ------------ | --------- | ---------------------------------------- |
| 1983                                     | 2006     | Rémi Lenoël  |           | Agent de maîtrise de la Sécurité sociale |
| 2006                                     | 2014     | Serge Paris  | SE        | Cadre administratif                      |
| mars 2014                                | En cours | Roger Briens | SE        | Expert comptable retraité                |
| Les données manquantes sont à compléter. |          |              |           |                                          |

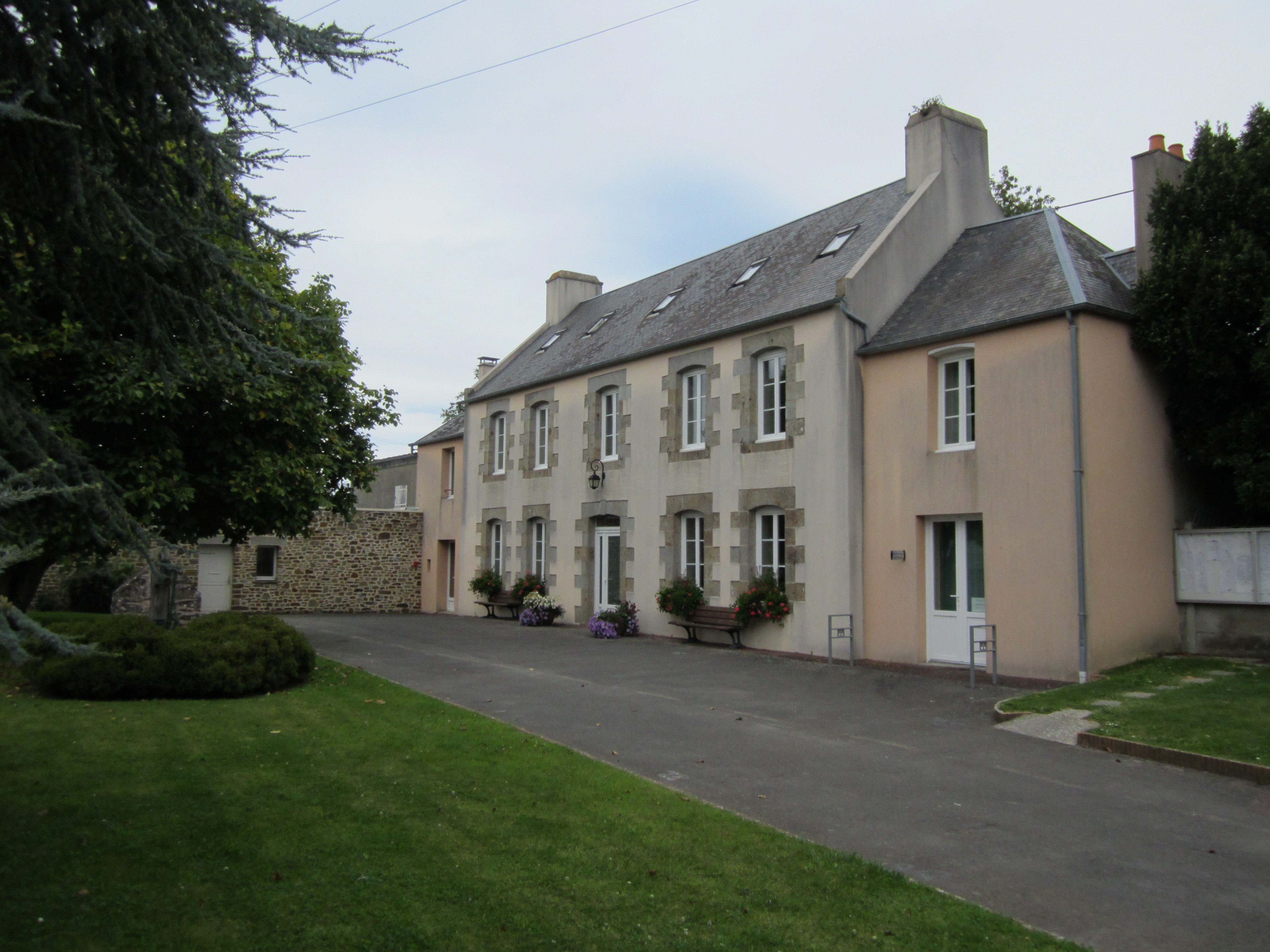
La mairie.

Le conseil municipal est composé de quinze membres dont le maire et quatre adjoints.

## Démographie
L'évolution du nombre d'habitants est connue à travers les recensements de la population effectués dans la commune depuis 1793. Pour les communes de moins de 10 000 habitants, une enquête de recensement portant sur toute la population est réalisée tous les cinq ans, les populations de référence des années intermédiaires étant quant à elles estimées par interpolation ou extrapolation. Pour la commune, le premier recensement exhaustif entrant dans le cadre du nouveau dispositif a été réalisé en 2005.
En 2022, la commune comptait 1 451 habitants, en évolution de +7,24 % par rapport à 2016 (Manche : −0,31 %, France hors Mayotte : +2,11 %).
Saint-Planchers a compté jusqu'à 1 369 habitants en 1821.
| 1793  | 1800  | 1806  | 1821  | 1831  | 1836  | 1841  | 1846  | 1851  |
| ----- | ----- | ----- | ----- | ----- | ----- | ----- | ----- | ----- |
| 1 341 | 1 322 | 1 346 | 1 369 | 1 348 | 1 326 | 1 320 | 1 311 | 1 253 |

| 1856  | 1861  | 1866  | 1872  | 1876  | 1881  | 1886  | 1891 | 1896 |
| ----- | ----- | ----- | ----- | ----- | ----- | ----- | ---- | ---- |
| 1 166 | 1 102 | 1 111 | 1 084 | 1 008 | 1 009 | 1 003 | 910  | 820  |

| 1901 | 1906 | 1911 | 1921 | 1926 | 1931 | 1936 | 1946 | 1954 |
| ---- | ---- | ---- | ---- | ---- | ---- | ---- | ---- | ---- |
| 745  | 681  | 624  | 561  | 593  | 631  | 609  | 607  | 620  |

| 1962 | 1968 | 1975 | 1982 | 1990  | 1999  | 2005  | 2006  | 2010  |
| ---- | ---- | ---- | ---- | ----- | ----- | ----- | ----- | ----- |
| 585  | 587  | 643  | 936  | 1 057 | 1 112 | 1 195 | 1 235 | 1 347 |

| 2015  | 2020  | 2022  | - | - | - | - | - | - |
| ----- | ----- | ----- | - | - | - | - | - | - |
| 1 351 | 1 423 | 1 451 | - | - | - | - | - | - |

## Lieux et monuments

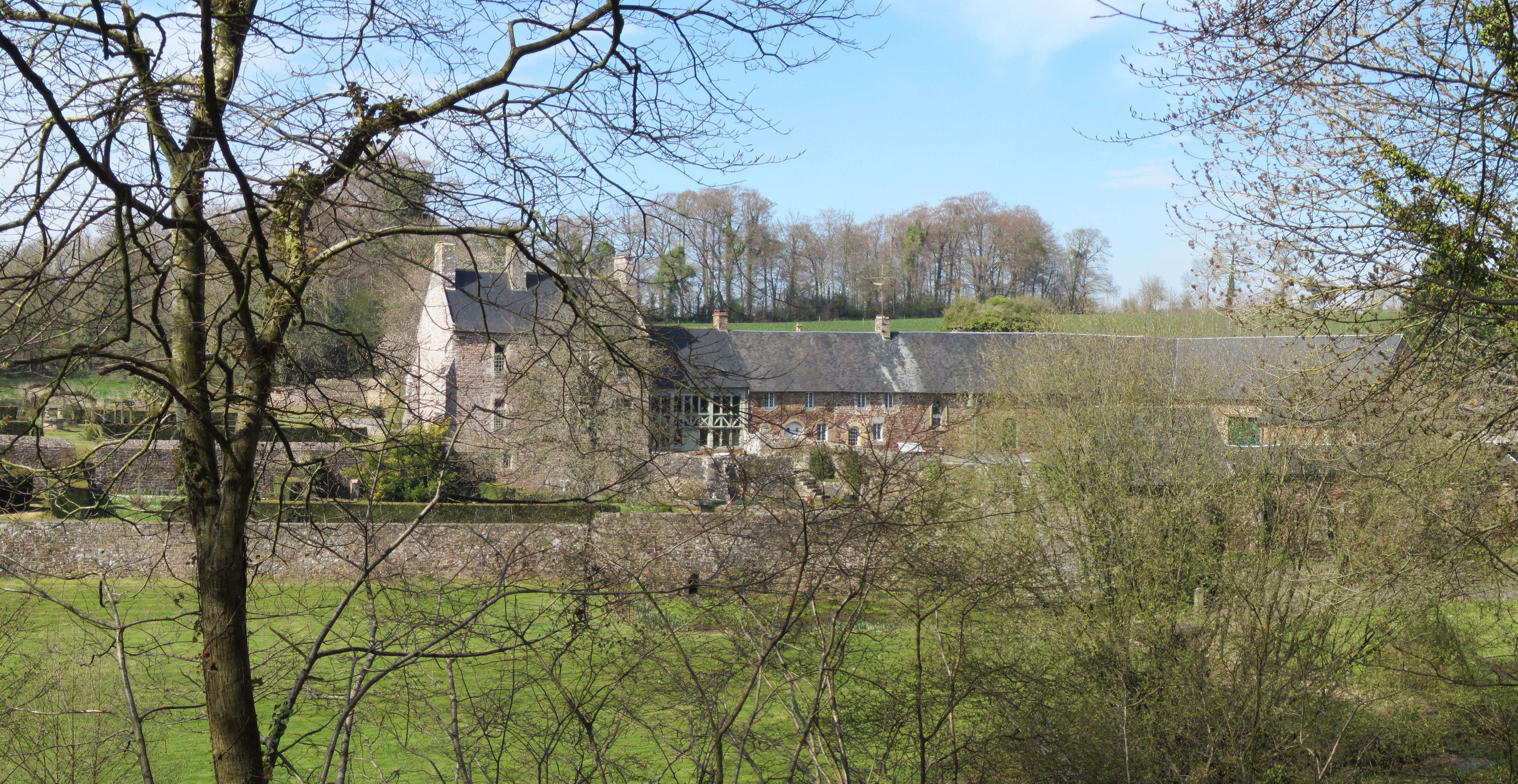
Le prieuré de l'Oiselière.

- Ancien prieuré de l'Oiselière inscrit au titre des monuments historiques par arrêté du 27 novembre 1989[38]. C'est dans cet ancien prieuré de l'abbaye du Mont-Saint-Michel, devenu château puis manoir, que mourut, en 1587, Arthur de Cossé-Brissac, 40e abbé du Mont-Saint-Michel.
- Église Saint-Pancrace des XIe, XVe et XVIIIe siècles. L'édifice du XVe est dans le même style que son origine romane est composé d'un avant-porche latéral, d'une tour à la croisée des transepts couverte d'un toit en bâtière.

Elle abrite un maître-autel et autels secondaires, retables et tableaux du XVIIIe ainsi qu'une Vierge à l'Enfant du XIVe, classés au titre objet aux monuments historiques. L'église dépend de la paroisse Notre-Dame-de-la-Baie du doyenné du Pays de Granville-Villedieu, ainsi qu'une chaire à prêcher du XVIIIe, un bénitier du XVe, une porte murale du XVIe, une sainte Marguerite du XVe, une sainte Marie-Madeleine du XVIe, des tableaux dont la Sainte Famille et Job sur son tas de fumier du XIXe, une verrière du XXe de Charles Lorin.
- Ancien presbytère du XVIIe siècle, devenu bien communal à la Révolution, puis acquis par un privé et repris depuis par la commune qui l'a aménagée en gîtes.
- Grange à dîmes de la Table du XVIIe siècle et fours à pains en brique et en argile de la Moinerie et du Moncel des XVIIe siècle.
- Gare de Saint-Planchers.
- Château de la Chanière.
- Croix ancienne du cimetière.
- Ancien moulin.

## Activité et manifestations

### Jumelages
- Longchaumois (France) depuis 2001[42].

## Personnalités liées à la commune
- Arthur de Cossé-Brissac (1515 - L'Oiselière, 1587), 40e abbé du Mont-Saint-Michel et évêque de Coutances.
- Adrien Letourneur né à Saint-Planchers (1846-1911) médecin épidémiologiste, conseiller général, maire de Granville de 1908 à sa mort. Une rue de la ville de Granville porte son nom.